# Довгоноси
Довгоно́си — село в Україні, у Люблинецькій селищній територіальній громаді Ковельського району Волинської області.

## Історія
У 1906 році село Старокошарської волості Ковельського повіту Волинської губернії. Відстань від повітового міста 6 верст, від волості 5. Дворів 61, мешканців 412.
До 17 квітня 2016 року село входило до складу Люблинецької селищної ради Ковельського району Волинської області.
З 17 квітня 2016 року село входить в склад Люблинецької селищної громади.

## Населення
Згідно з переписом УРСР 1989 року чисельність наявного населення села становила 250 осіб, з яких 121 чоловік та 129 жінок.
За переписом населення України 2001 року в селі мешкало 469 осіб.

### Мова
Розподіл населення за рідною мовою за даними перепису 2001 року:
| Мова       | Відсоток |
| ---------- | -------- |
| українська | 98,73 %  |
| російська  | 1,27 %   |